# Gustave Amoudruz
Gustave Joseph Amoudruz (ur. 23 marca 1885 w Genewie, zm. 28 grudnia 1963 tamże) – szwajcarski strzelec, dwukrotny medalista olimpijski, medalista mistrzostw świata.
Amoudruz wystąpił w czterech konkurencjach na igrzyskach olimpijskich w Antwerpii w 1920 roku. Zdobył dwa brązowe medale w konkurencjach drużynowych (pistolet wojskowy z 30 m, karabin dowolny w trzech postawach z 300 m).
Amoudruz zdobył srebrny medal mistrzostw świata w 1921 roku (karabin dowolny, trzy postawy, 300 m, drużynowo):